# La Bloutière
La Bloutière település Franciaországban, Manche megyében. Lakosainak száma 430 fő (2022. január 1.). La Bloutière Montaigu-les-Bois, La Colombe, Fleury, Le Mesnil-Garnier, Percy-en-Normandie és Villedieu-les-Poêles-Rouffigny községekkel határos.

## Népesség
A település népességének változása:
| Lakosok száma | 398  | 418  | 428  | 399  | 414  | 421  | 428  | 436  | 445  | 430  |
|               | 1968 | 1982 | 1990 | 2006 | 2013 | 2015 | 2017 | 2019 | 2020 | 2022 |